# James Shelton Voss
James Shelton Voss (Cordova, Alabama, 1949. március 3.–) amerikai pilóta, űrhajós, ezredes.

## Életpálya
1972-ben Aerospace Engineering Auburn Egyetemen űrhajózási mérnök oklevelet szerzett. Hadnagyként avatták. 1974-ben az University of Colorado keretében megvédte diplomáját. Tanulmányait befejezve gyalogsági kiképzésben részesült, kiválóan vizsgázott. Szolgálati helye Nyugat-Németország lett (szakasz- századparancsnok, hírszerzési tiszt). 1979-ben visszatért hazájába ahol gyalogsági, parancsnoki képzésben részesült. Tanított a West Point Akadémián. 1983-ban tesztpilóta kiképzésben részesült. 1984-1987 között a JSC repülési programjában dolgozott.
1987. június 5-től a Lyndon B. Johnson Űrközpontban részesült űrhajóskiképzésben. Tesztpilótaként tagja volt az STS–51–D, STS–51–F, STS–61–C és az STS–51–L támogató (tanácsadó, problémamegoldó) csapatának. Harmadik repülését követően kétéves kiképzésben részesült a Jurij Gagarin Űrhajóskiképző Központban. Eredményes vizsgája lehetővé tette, hogy a Szojuz űrhajóban utazzon, a Mir űrállomáson hosszútávú szolgalatot végezzen. Öt űrszolgálata alatt összesen 202 napot, 5 órát és 28 percet (4853 óra) töltött a világűrben. Két alkalommal, összesen 8 óra 56 perc űrsétát (kutatás, szerelés) végzett, ami a leghosszabb volt az űrséták sorában. Űrhajós pályafutását 2003 júniusában fejezte be. 2003-ig a NASA Johnson Space Center (JSC) megbízásából a Nemzetközi Űrállomás programját koordinálta. 2007-től az SpaceDev Investor Relations alelnöke. 2009-től az University of Colorado Intézetben az emberi űrrepülésről tart oktatást.

## Űrrepülések
- STS–44, az Atlantis űrrepülőgép 10. repülésén a küldetés specialistája. A küldetés célja sikeresen telepíteni a Defense Support Program (DSP) műholdat. Több tudományos kísérletet és kutatási tevékenységet végeztek. Egy hosszú távú űrrepülés orvosbiológiai kísérletéhez végeztek méréseket. A program technikai okok miatt három nappal előbb befejeződött. Első űrszolgálata alatt összesen 6 napot, 22 órát 50 percet és 44 másodpercet töltött a világűrben. 4 651 112 kilométert tett meg, 110 alkalommal kerülte meg a Földet.
- STS–53, a Discovery űrrepülőgép 15. repülésének küldetés specialistája. Az Amerikai Védelmi Minisztérium (DoD) megbízásából teljesített szolgálatot. Második űrszolgálata alatt összesen 7 napot, 7 órát és 19 percet (175 óra) töltött a világűrben. 4 900 000 kilométert (3 000 000 mérföldet) repült, 116 alkalommal kerülte meg a Földet.
- STS–69, a Endeavour űrrepülőgép 9. repülésének küldetés specialistája. A legénység pályairányba helyezte a Spartan 201 műholdat, valamint a Wake Shield Facility (WSF) űreszközt, amit később visszanyertek. Harmadik űrszolgálata alatt összesen 10 napot, 20 órát és 10 percet (160 óra) töltött a világűrben. Egy 6 órás űrsétát (kutatás, szerelés) végzett, szerelési munkák közben tesztelte a módosított szkafander használhatóságát. 7 200 000 kilométert (4 500 000 mérföldet) repült, 171 alkalommal kerülte meg a Földet.
- STS–101, a Atlantis űrrepülőgép 21. repülésének küldetés specialistája. Harmadik alkalommal kötöttek ki a ISS fedélzetén, több mint 3000 kilogramm berendezést és kelléket szállítva. A legénység tagjai közül rajta kívül Uszacsov és Susan Helms később hosszú távú űrszolgálatot teljesített. Negyedik űrszolgálata alatt összesen 9 napot, 20 órát és 10 percet (236 óra) töltött a világűrben. Egy 6 órás űrséta alatt (kutatás, szerelés) különböző munkálatokat végeztek. 6 600 000 kilométert (4 100 000 mérföldet) repült, 155 alkalommal kerülte meg a Földet.
- STS–102, a Discovery űrrepülőgép 29. repülésének parancsnoka. Személyzet csere és ellátmány (10 tonna hasznos terhet) szállítás a Leonardo Multi-Purpose Logistics Module (MPLM) segítségével a Nemzetközi Űrállomásra. Fedélzeti mérnökként az első, aki használja az űrállomás robot manipulátor rendszerét (Canadarm2). Szolgálati ideje alatt az STS–100 és az STS–104 végzett küldetést az űrállomáson. Operatőrként az elsők között készített dokumentumfilmet az űrállomáson folyó szolgálatról. Ötödik űrszolgálata alatt összesen 167 napot, 6 órát és 41 percet (4015 óra) töltött a világűrben. Kettő űrséta (kutatás, szerelés) alatt összesen 8 óra 56 perces tevékenykedett az űrben. Az STS–105 fedélzetén tért vissza kiinduló bázisára. 8 500 000 kilométert (5 300 000 mérföldet) repült, 201 alkalommal kerülte meg a Földet.

### Tartalék személyzet
- STS–84, az Atlantis űrrepülőgép repülésének küldetés specialistája, Michael Colin Foale tartaléka.
- STS–89, az Endeavour űrrepülőgép repülésének küldetés specialistája, Andrew Thomas tartaléka.